# Teresa Roig
Teresa Roig es una escritora, articulista y bloguera, nacida en [[Igualada 
(Cataluña)]] en 1975

## Biografía
Autora de las novelas “L’herència de Horst/ La herencia de Horst”, “Pa amb xocolata”, “El primer día de les nostres vides”, “El blog de Lola Pons” y “L’arquitecte de somnis/ El arquitecto de sueños”. 
Ha ganado los premios Setè Cel de Salt 2007 por “L’herència de Horst! Y el Roc Boronat 2010 por “El primer día de les nostres vides”, entre otros. 
Producer/Planner en Montaje de Mozart, La Truka, Infinia y La General de Locutores, ha colaborado en varias publicaciones y antologías, con sus artículos y relatos, y se ha formado en diversas técnicas de crecimiento personal, entre ellas el PSYCH-K®.

## Obra

### Novela
- 2007: L'herència de Horst, Alisis, ARA LLIBRES

- 2008: Pa amb xocolata, Alisis, ARA LLIBRES

- 2010: El primer día de les nostres vides, Proa, Grup 62

- 2011: El blog de Lola Pons, Columna Ed., Grup 62

- 2013: L’arquitecte de somnis, Columna Ed., Grup 62

- 2013: El arquitecto de sueños, Roca Editorial
- 2015: La Merceria, Columna Ed., Grup 62

### Relato
- 2003: Exemplar per septuplicat, Publicacions de l’Abadia de Montserrat
- 2004: Los nuestros son todos, Ed. Fundación Derechos Civiles
- 2005: Libertad bajo palabras , Ed. Fundación Derechos Civiles
- 2005: Pàrquing, La Busca Edicions
- 2012: 20 relatos del fin del mundo, Editorial Otros Mundos
- 2012: De tot cor, Edicions l’Albí
- 2013: 22 contes a la vora de la independència, Voliana Edicions
- 2013: Els caus secrets, Editorial Moll
- 2013: Crims.cat 2.0, Alrevés Editorial
- 2013: Una nova polida, Paper de vidre, La Breu Edicions
- 2013: 30 anys, 30 veus, Ajuntament de Salt
- 2014: Tot és possible, Edicions l’Albí

## Premios
- Setè Cel de Salt 2007 por L’herència de Horst
- Roc Boronat 2010 por El primer dia de les nostres vides